# Lossbergiana oberthuri
Lossbergiana oberthuri är en fjärilsart som beskrevs av Pierre E.L. Viette 1950. Lossbergiana oberthuri ingår i släktet Lossbergiana och familjen rotfjärilar. Inga underarter finns listade i Catalogue of Life.